# Entephria subravaria
Entephria subravaria là một loài bướm đêm trong họ Geometridae.